# Chiesa di Sant'Antonio (Monteforte d'Alpone)
La chiesa di Sant’Antonio Abate è una chiesa sussidiaria della parrocchia di Santa Maria Maggiore in Monteforte d’Alpone che sorge sul colle dedicato al Santo titolare del luogo di culto; fa parte del vicariato dell'Est Veronese, precisamente dell'Unità Pastorale Soave - Monteforte.

## Storia
La chiesa fu costruita sul colle dove sorgeva il castello di Monteforte tra la fine del Duecento e l’inizio del Trecento. 
Il castello era stato ceduto dal Comune di Verona al Vescovado di Verona nel 1207 e l’edificio sacro, costruito successivamente con materiali ricavati dalla demolizione del fortilizio, all’epoca in rovina, era un oratorio privato del presule della città scaligera, condizione mantenuta fino al Cinquecento.
Il Vescovo Gian Matteo Giberti fece trasformare il colle intorno alla chiesa nel giardino del Palazzo Vescovile: comprendeva la spianata superiore, dove sorge il luogo di culto, tre ripiani con piante da frutto, vigneti e una cisterna.
Nel 1537, come da iscrizione sull’architrave della porta meridionale, furono aggiunte le porte e le finestre alla chiesa, che da qualche secolo era stata ceduta alla comunità di Monteforte, che ne aveva assunto il patronato.

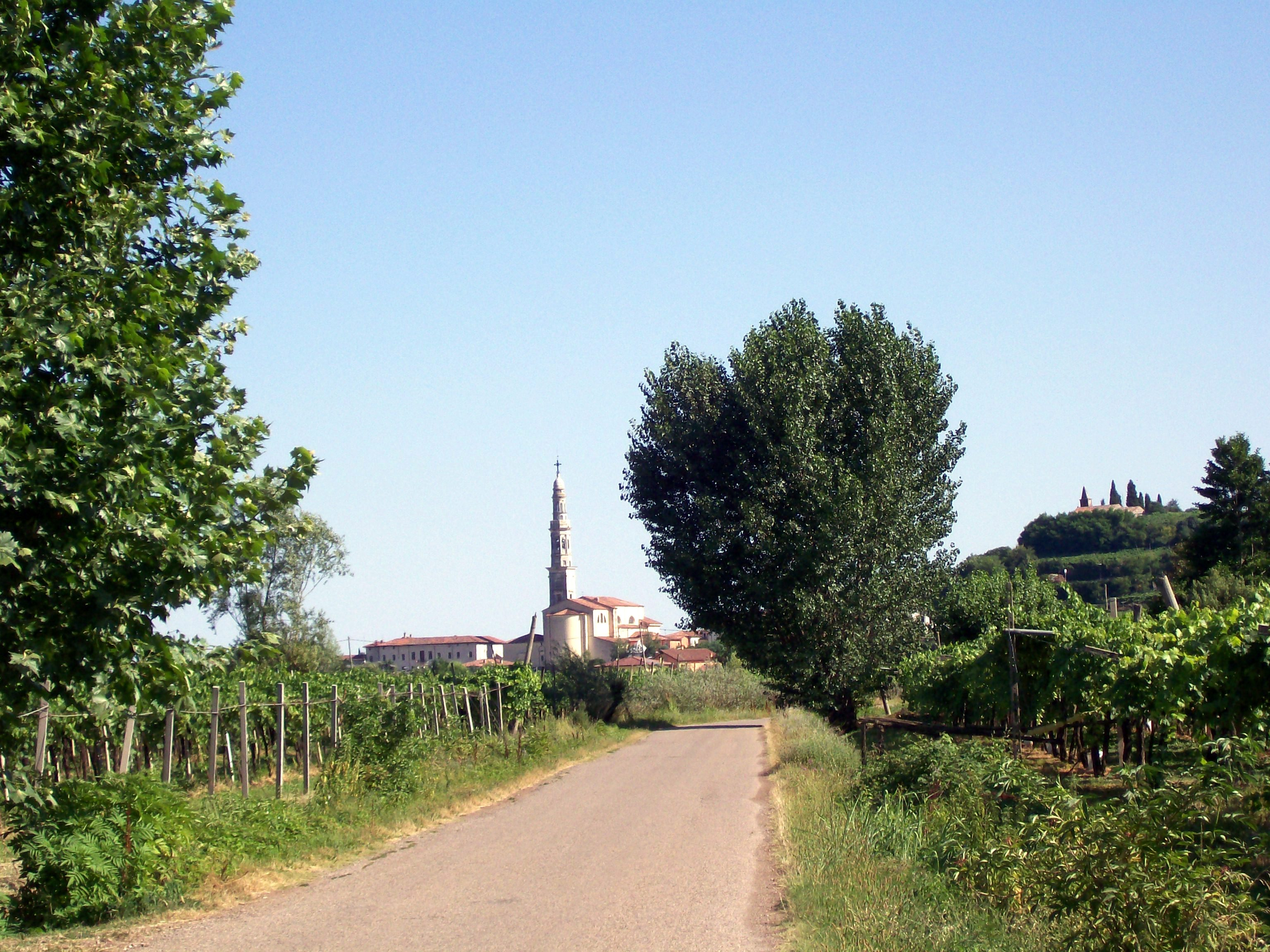
Sul colle a destra si vede la chiesa di Sant'Antonio Abate; quasi al centro la parrocchiale di Santa Maria Maggiore.

Dopo la Prima Guerra Mondiale, il 28 settembre 1924, il colle di Sant’Antonio è diventato il Parco della Rimembranza, in ricordo dei caduti di quel conflitto.

## Descrizione

### La facciata
La facciata a capanna, rivolta ad est presenta un portale ligneo rettangolare, affiancato da due finestre rettangolari e sovrastato da un oculo. Al vertice dei due spioventi è collocata la croce metallica.

### L’interno
L’interno è a navata unica, con pavimento in cotto e capriate lignee a vista.
Alla metà del Seicento risale l’attuale altare maggiore in stile barocco con nella nicchia la statua di Sant’Antonio Abate, mentre ai lati presentava le statue di Sant'Antonio di Padova e San Bonaventura da Bagnoregio. Fu eretto in sostituzione di un altare ligneo in disfacimento.
Nella parete a destra rispetto all’altare maggiore era presente un altro altare ligneo, intuibile dalle due mensole di pietra sul muro a cui era agganciato.
Nel XIX secolo fu costruita la sacrestia, che aveva anche la funzione di luogo di riunione della Compagnia della Buona Morte. In questo locale era presente una statua della Madonna di Loreto, scomparsa non molto tempo fa.
L’opera d’arte di maggior pregio della chiesetta era il Cristo Moro, grande crocifisso scolpito in legno di bosso nel XVI secolo. Restaurato, oggi è conservato nell'Oratorio di San Luigi Gonzaga, sul fianco destro della chiesa parrocchiale di Santa Maria Maggiore.

## Campanile e campane
La chiesa possiede un campanile, che non è altro che la torre di avvistamento del castello di Monteforte.

A pianta quadrata, è inglobato nell’edificio, esattamente nell’angolo sudest. La cella campanaria attualmente presenta due monofore sui lati est e sud, mentre le finestre sui lati nord e ovest risultano murate. La copertura piramidale presenta al suo culmine una croce metallica.
Attualmente sono presenti due campane, di cui una fusa dal veronese Giuseppe Ruffini nel 1778 .